# Ai yêu anh ấy trước?
Ai yêu anh ấy trước? (tên gốc tiếng Trung: 誰先愛上他的, còn được biết đến với tên tiếng Anh: Dear Ex) là bộ phim tâm lý hài của Đài Loan, sản xuất năm 2018. Phim do Từ Dự Đình (Mag Hsu) và Hứa Trí Ngạn (Hsu Chih-yen) đạo diễn, với các diễn viên chính là Khâu Trạch, Tạ Doanh Huyên, Trần Như Sơn và Hoàng Thánh Cầu.

## Nội dung
Lưu Tam Liên là người phụ nữ hy sinh hết thảy vì gia đình, nhưng người chồng đã mất Tống Chính Viễn của cô không chỉ ngoại tình mà còn để cho người tình thụ hưởng toàn bộ số tiền bảo hiểm của mình. Trớ trêu hơn nữa, người tình này còn là đàn ông! Lưu Tam Liên quyết tâm ra tay đòi lại tiền cho con, nhưng kẹt giữa mối bất hoà sâu sắc này, cậu con trai đang độ tuổi phản nghịch dần xa cách mẹ và ngả theo phe người tình của cha.

## Diễn viên
- Khưu Trạch vai Cao Dụ Kiệt
- Tạ Doanh Huyên vai Lưu Tam Liên
- Trần Như Sơn vai Tống Chính Viễn
- Hoàng Thánh Cầu vai Tống Trình Hi

Các diễn viên khác tham gia bộ phim bao gồm Lương Chính Quần, Dương Lệ Âm, Chung Hân Lăng, Khải Nhĩ, Ngô Định Khiêm, Cao Tuyển Nhã.

## Sản xuất và phát hành
Ai yêu anh ấy trước? được bắt đầu quay vào tháng 7 năm 2017, đóng máy vào cuối tháng 8 cùng năm.
Phim công chiếu lần đầu vào ngày 22 tháng 4 năm 2018 tại Liên hoan phim Viễn Đông (FEFF) ở Udine, Ý. Tháng 6 năm 2018, phim ra mắt tại Liên hoan phim Đài Bắc. Hãng Warner Bros phát hành phim vào ngày 2 tháng 11 cùng năm. Bộ phim được giới phê bình đánh giá khá tích cực và thu về tổng cộng 66,37 triệu Đài tệ. Từ tháng 2 năm 2019, phim được phát hành trên nền tảng trực tuyến Netflix.

## Đón nhận
Tại giải Kim Mã lần thứ 55, phim nhận được đề cử cho Phim hay nhất, Nam diễn viên chính xuất sắc nhất (Khâu Trạch), Nữ diễn viên chính xuất sắc nhất (Tạ Doanh Huyên), Diễn viên mới xuất sắc nhất (Hoàng Thánh Cầu), Đạo diễn mới xuất sắc nhất (Từ Dự Đình và Hứa Trí Ngạn), Kịch bản gốc xuất sắc nhất (Từ Dự Đình và Lữ Thì Viện), Bài hát gốc trong phim xuất sắc nhất (Bali song của Lý Anh Hoành) và Dựng phim xuất sắc nhất (Lôi Chấn Khanh), nhưng chỉ chiến thắng ở ba hạng mục Nữ diễn viên chính xuất sắc nhất, Bài hát gốc trong phim xuất sắc nhất và Dựng phim xuất sắc nhất.
Tại giải Điện ảnh Đài Bắc lần thứ 20, bộ phim nhận được giải Phim truyện xuất sắc nhất, Nam diễn viên chính xuất sắc nhất (Khâu Trạch), Nữ diễn viên chính xuất sắc nhất (Tạ Doanh Huyên) và giải Truyền thông. Bộ phim được Đài Loan chọn làm đại diện gửi đi tranh giải Phim nói tiếng nước ngoài xuất sắc nhất tại giải Oscar lần thứ 92, nhưng không lọt vào danh sách đề cử chính thức.